# Francesco Beverini
Francesco Beverini (Lucca, 9 dicembre 1635 – Padova, prima del 1674) è stato un poeta e librettista italiano.

## Biografia
Francesco Beverini nacque a Lucca, da Bernardo e Chiara Pierotti, il 9 dicembre 1635. 
Nel 1658 fuggì da Lucca per salvarsi dalla condanna a morte inflittagli per aver ucciso uno zio nel dicembre 1657. Visse lontano dalla sua città, vagando tra Firenze, Roma, Palermo, Vienna, Venezia e infine a Padova, dove morì prima del 1674, come si deduce dall'elegia per la sua morte scritta dal fratello Bartolomeo e da questo pubblicata nei Carminum libri septem (Lucca, Giacinto Paci, 1674, pp. 94-96).

Si distinse come autore di versi d'occasione, tra cui l'epitalamio Amore disarmato per il matrimonio del granduca di Toscana Cosimo II de' Medici e Margherita Luisa d'Orleans (Firenze, 1661), e di libretti d'opera, come L'amante inimica (1668); Il Demofoonte (Palermo, 1669, musica di Carlo Rienz; Roma, 1669); La Flavia imperatrice (Palermo, Teatro Rotino, 1669, musica di Marco Antonio Sportonio;  Roma, 1669); Dario in Babilonia (Venezia, Teatro Vendramin a S. Salvatore, 1671, musica di Giovanni Antonio Boretti).